# 菊地美紀
菊地 美紀（きくち みき、1967年5月27日 - ）は日本の写真家。
宮城県柴田町出身。
東北各地での商業写真・商品撮影などの後上京、写真家細江英公が主宰する写真教室CORPUS第5期に学ぶ。同時にフリーランスとして活動.。
1993年、写真教室【CORPUS】第5期生の佐々木六介、細渕太麻紀、西岡浩記、笠井爾示、大井慶子、2期の谷口雅彦と写真集団CUM-ADMIXを結成。
1994年、写真家谷口雅彦、村瀬太加夫と実験写真家ユニット「527」を結成、1999年の解散まで9回の展覧会を行う。
1999年頃、故郷宮城県に戻り、中国・ベトナムなどアジア各地の撮影に赴く。
一方、東北大学総合学術博物館での標本写真撮影、総合学術コレクションの図録撮影などに携わる中、2011年３月11日、大学での撮影中、東日本大震災に遭遇し、緊急時に冷静な判断をする難しさを痛感し、日々の備えや状況確認は日常の観察から生まれることを実感。
2017年年9月より奈良県奈良市に移住し、写真家活動を精力的に行っている。

## 受賞歴
1992年、日本広告写真家協会金丸重嶺賞受賞。